# Thelypteris consobrina
Thelypteris consobrina là một loài thực vật có mạch trong họ Thelypteridaceae. Loài này được (Maxon & C.V. Morton) R.M. Tryon miêu tả khoa học đầu tiên năm 1967.